# Egilmar 1. af Oldenburg
Egilmar 1. (født ca. 1040, død før 1112), også kendt som Elimar, Engilmar og Egelmar, var en tysk greve, der omkring år 1100 herskede over et område i Nordtyskland, der senere skulle udvikle sig til Grevskabet Oldenburg. Han og hans søn med samme navn bliver i historiografien betegnet som Egilmarerne.
Egilmar er den ældste kendte stamfar til Huset Oldenburg, en af Europas mest indflydelsesrige fyrstelige slægter med grene, der har regeret i Oldenborg, Danmark, Norge, Sverige, Slesvig, Holsten, Rusland, Sachsen-Lauenburg, Grækenland og Island.

## Biografi
Grev Egilmar bliver nævnt første gang som vidne i en bekendtgørelse udstedt af ærkebiskop Liemar af Hamborg-Bremen, der er dateret i 1091. I 1108 blev Egilmar omtalt i en bekendtgørelse, hvor han omtales som comes in confinio Saxonie et Frisie potens et manens, altså en mægtig greve i grænseområdet mellem frisere og saksere. I bekendtgørelsen omtales desuden Aldenburch, som er den første benævnelse i kilderne af Oldenburg, slægtens senere stamsæde og den kerne, omkring hvilken den oldenborgske stat voksede op. Der er dog ikke belæg for, at Egilmar allerede på dette tidspunkt besad en borg i Oldenburg. I bekendtgørelsen fra 1108 nævnes desuden talrige af Egilmars familiemedlemmer, således hans hustru Riche(n)za, hans sønner Christian og Egilmar, hans datter Gertrud samt hans broder, klerken Giselbert.

## Eksterne links
- Die Oldenburger Grafen Arkiveret 28. februar 2009 hos  Wayback Machine (tysk)